# What’s the Pressure
What’s the Pressure ist ein Lied der belgischen Sängerin Laura Tesoro. Die Sängerin hat mit dem Lied Belgien beim Eurovision Song Contest 2016 vertreten und Platz 10 erreicht.

## Inhalt
Das Lied ist eine fröhliche Tanz-Nummer, die dem Text nach rät, nicht soviel Druck aufzubauen, sondern das Leben gelassen zu nehmen.

## Hintergrund
Das Lied wurde von Sanne Putseys, Louis Favre und Birsen Uçar verfasst und am 17. Januar 2016 in Belgien veröffentlicht. Laura Tesoro gewann am 17. Januar 2016 Eurosong 2016, den belgischen Vorentscheid für den Eurovision Song Contest in Stockholm. Damit wurde sie ausgewählt, den Staat bei der 61. Ausgabe des Wettbewerbes zu vertreten.
Im ersten Halbfinale des Eurovision Song Contests 2016 konnte sie den dritten Platz belegen und war somit zum Finale qualifiziert, wo sie schließlich mit 181 Punkten den zehnten Platz erreichte. Die Jurys vergaben 130 und die Zuschauer 51 Punkte.

## Rezeption

### Chartplatzierungen
| ChartsChartplatzierungen | Höchstplatzierung | Wochen |
| ------------------------ | ----------------- | ------ |
| Flandern (Ultratop)      | 2 (22 Wo.)        | 22     |
| Österreich (Ö3)          | 75 (1 Wo.)        | 1      |

### Auszeichnungen für Musikverkäufe
| Land/Region     | Auszeichnungen für Musikverkäufe (Land/Region, Auszeichnung, Verkäufe) | Verkäufe |
| --------------- | ---------------------------------------------------------------------- | -------- |
| Flandern (BRMA) | Gold                                                                   | 10.000   |
| Insgesamt       | 1× Gold ·                                                              | 10.000   |